# إعادة إعمار ألمانيا

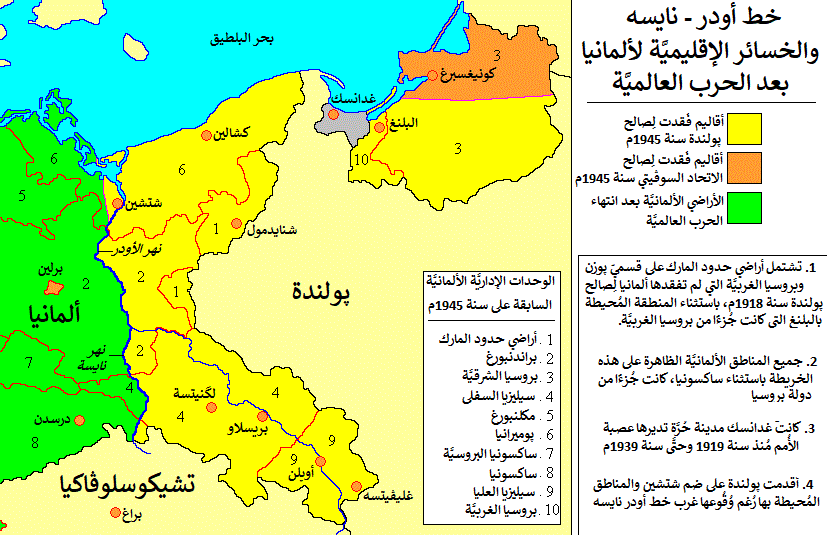
خريطة تبين خط أودر-نيسيس والأراضي الألمانية قبل الحرب التي تم النازل عنها لبولندا والاتحاد السوفياتي. (انقر لتكبير)

إن إعادة إعمار ألمانيا بعد الحرب العالمية الثانية كانت عملية طويلة. وقد عانت ألمانيا من خسائر فادحة خلال الحرب، سواء في الأرواح أو في القوة الصناعية. من 6.9 إلى 7.5 مليون ألماني قتلوا، أي ما يتراوح بين 8.26 إلى 8.86% من السكان (انظر أيضا خسائر الحرب العالمية الثانية). مدن البلاد تضررت بشدة من القصف الكثيف في الفصول الختامية للحرب والإنتاج الزراعى كان 35% فقط مما كان عليه قبل الحرب.
في مؤتمر بوتسدام تخلى الحلفاء المنتصرون عن نحو 25% من أراضي ألمانيا قبل عملية ضم النمسا (الأنشلوس) إلى بولندا والاتحاد السوفيتي. السكان الألمان في هذه المنطقة تم طردهم جنبا إلى جنب مع الألمان من السوديت والسكان الألمان المتناثرون في جميع أنحاء بقية أوروبا الشرقية. ويقال إن ما بين 1.5 و2 مليون شخص لقوا حتفهم في هذه العملية، اعتمادا على المصدر. ونتيجة لذلك، نمت الكثافة السكانية في ألمانيا «الجديدة» التي بقيت بعد الجزئة.
وكما اتفق عليه في بوتسدام، جرت محاولة لتحويل ألمانيا إلى أمة رعوية و زراعية، ولا يسمح إلا بصناعة خفيفة. وقد تم تفكيك العديد من المصانع كتعويضات أو تم تدميرها ببساطة (انظر أيضا خطة مورغنثاو). الملايين من أسرى الحرب الألمان كانوا لعدة سنوات يستخدمون في السخرة، من جانب الحلفاء الغربيين والاتحاد السوفياتي على السواء.

## وصلات خارجية
- مقطع من يوتيوب يظهر أنشطة اجتثاث النازية